# وادي نابر
وادي نابر هو أحد الأودية الواقعة بمحافظة الحجرة منطقة الباحة، جنوب غرب المملكة العربية السعودية. ويتألف الوادي من مجموعه من القرى ويوجد به مدرستين بنين وبنات ويوجد به عدة مزارع.